# Fred Hollows
Frederick Bossom (Fred) Hollows, (9 tháng 4 năm 1929 – 10 tháng 2 năm 1993) sinh tại Dunedin, New Zealand, là một bác sĩ phẫu thuật nhãn khoa. Ông nổi tiếng trên thế giới qua công trình thiện nguyện chữa bệnh mắt, hồi phục thị lực cho không biết bao nhiêu người thổ dân Úc và sau đó tiếp tục chữa mắt cho nhiều bệnh nhân khác, nhất là tại các nước kém phát triển, trong đó có Việt Nam.
Người ta phỏng đoán hiện nay có khoảng hơn 1 triệu người có thể trông thấy được là nhờ công trình phát động của Fred Hollows .
Sau khi xong bằng nghiên cứu tại Wales, ông về Úc năm 1965 làm chức phó giáo sư nhãn khoa tại Đại học New South Wales Sydney.
Trong thập niên năm 1970, Fred Hollows đi viếng thăm các tỉnh lẻ trong tiểu bang NSW của Úc và các cộng đồng người thổ dân. Ông lấy làm lo ngại vì tình trạng bệnh mắt (nhất là bệnh mắt hột làm mù mắt) lan tràn trong những cộng đồng này. Năm 1971 ông thành lập Ủy ban Y tế cho Thổ Dân tại khu vực Redfern ở Sydney và từ đó thành lập những chi nhánh phục vụ y tế cho thổ dân khắp nước Úc. Bản thân ông đã thăm viếng tân nơi những cộng đồng thổ dân trong suốt 3 năm liền, chăm lo chữa mắt cho họ. Hơn 460 cộng đồng thổ dân được thăm viếng. Tổ chức của Fred Hollows khám mắt 62000, chữa lành 27000 ca bệnh mắt hột và thực hiện hơn 1000 cuộc giải phẫu mắt.
Fred Hollows đi Nepal (1985), Eritrea (1987) và Việt Nam (1991) và thành lập các nhóm đào tạo nhân viên kỹ thuật địa phương về phẫu thuật mắt, nhất là phẫu thuật thay thủy tinh thể (cho bệnh mắt bị cườm). Vì các nhà sản xuất thủy tinh thể nhân tạo tại các nước tây phương không chịu hạ giá cho công tác thiện nguyện này, Fred Hollows đã giúp xây dựng những phòng thí nghiệm để sản xuất thủy tinh thể ngay tại các nước Eritrea và Nepal, với giá thành rẻ. Năm 1991, ông được là công dân danh dự của Eritrea. Từ năm 1994 (một năm sau khi Fred Hollows mất) hai phòng này đã bắt đầu sản xuất.
Năm 1985 Fred Hollows được trao tặng danh dự Order of Australia nhưng ông từ chối để lên tiếng về việc chính phủ Úc không ngó ngàng gì đến sức khỏe mắt của các sắc tộc thổ dân. Tuy nhiên, ông trở thành công dân Úc năm 1989, lãnh chức vụ cố vấn cho Tổ chức Y tế Thế giới. Năm 1992 Quỹ Fred Hollows Lưu trữ ngày 17 tháng 6 năm 2006 tại Wayback Machine thành lập, phát động cuộc chăm sóc sức khỏe mắt lan tràn khắp các nước nghèo hay thiếu điều kiện trên thế giới.
Fred Hollows có hai đời vợ. Vợ thứ nhất là Mary Skiller chết năm 1975. Năm 1980, ông cưới vợ thứ hai là Gabi O'Sullivan. Ông có sáu người con.
Ông mất năm 1993 tại Sydney (sau 6 năm bị ung thư).
Lễ tang cho ông được cử hành theo nghi lễ quốc gia tại St Mary's Cathedral Sydney ngày 15 tháng 2 1993. Mộ của ông tại vùng Bourke, New South Wales, Úc.